# 週刊東京『少女A』
週刊東京『少女A』（しゅうかん・とうきょう・しょうじょえい）は1984年8月25日に発売された爆風スランプのデビューシングル。

## 概要
アルバム『よい』と同時にリリースされた。タイトルの少女Aは中森明菜のヒット曲『少女A』をパロディ化したもの。作曲を手がけた中崎英也が作ったデモテープの時点では、サビ部の歌詞が「Can you maker! Heart breaker!」となっていたが中野が現在の歌詞である「なんだ坂 こんだ坂」に変えた経緯がある。
1992年発売『青春玉 -学生時代-』には当時のメンバー（ベース：バーベQ和佐田）で再録音している。
歌詞中に出てくる「黄色い電車」とは中央・総武緩行線のことである。
歌詞中に出てくる「10桁もあるテレフォンナンバー」とは、携帯電話がまだ一般的に普及しておらず自宅の固定電話の電話番号を教えあっていた時代のもので「電話番号が10桁＝23区外民」という意味である。
- 当時は東京23区と23区に隣接する一部の地域（市外局番が03の地域）は市外局番と3桁の市内局番を合計すると電話番号が9桁であった（番号の逼迫に対応するため1991年1月1日より市内局番が全面的に4桁化され、合計10桁に変更された）。
- さらに、同一市外局番の固定電話同士は市外局番を省略した番号で通話できるので、23区の住民同士であれば7桁で通話できた[2]。

カップリング曲『たいやきやいた』は曲名通り『およげ!たいやきくん』のアンサーソングで、歌いだしは同曲のパロディとなっている。『たいやきやいた』を演奏する際、口上として「ラウドネスは天狗だ！ アクションはオジン（またはジジイ）だ！ 44マグナムはバカだ！」と叫ぶのがお約束であるが、末吉によると当時は各バンドのメンバーと会ったこともないにもかかわらずノリだけで叫んでしまった事で観客ウケは良かったが、内心では当時のLOUDNESSを始めとする関西勢のメタルバンドが怖かったということを明かしている。その後、『たいやきやいた』は末吉がLOUDNESSの二井原実とX.Y.Z.→A結成時にオリジナル楽曲のレパートリーが少なかった頃にLOUDNESSや筋肉少女帯の『イワンのバカ』と共にレパートリーに加えられていた。

## 収録曲
| 全作詞・作曲: 爆風スランプ（#1のみ中崎英也）、全編曲: 爆風スランプ（#1のみ中崎英也）。 |                       |                                  |                                  |      |
| #                                                                                      | タイトル              | 作詞                             | 作曲・編曲                       | 時間 |
| 1.                                                                                     | 「週刊東京『少女A』」 | 爆風スランプ（#1のみ 中崎英也 ） | 爆風スランプ（#1のみ 中崎英也 ） | 2:57 |
| 2.                                                                                     | 「たいやきやいた」    | 爆風スランプ（#1のみ 中崎英也 ） | 爆風スランプ（#1のみ 中崎英也 ） | 3:57 |
| 合計時間:                                                                              | 合計時間:             | 6:54                             |                                  |      |

## 収録アルバム
- よい (#1,2)
- 青春玉 -学生時代- (#1、最近の録音)
- SINGLES (#1)
- GOLDEN☆BEST 爆風スランプ ALL SINGLES (#1)
- 40th Anniversary BEST IKIGAI 2024 （#1,2、2024Retake Ver.）

## カバー
- 2008年 - レッド・ペッパー・ガールズ（『レモンティー 〜搾って、ボクのレモンを〜』に収録）